# 北草原畝 (伊利諾伊州)
北草原畝（英語：North Prairie Acres）是位於美國伊利諾伊州道格拉斯縣的一個非建制地區。該地的面積和人口皆未知。

## 地理
北草原畝的座標為39°48′40″N 88°16′20″W / 39.81111°N 88.27222°W，而該地的平均海拔高度為201米（即659英尺）。